# Fayçal Badji
Fayçal Badji (Algeri, 15 febbraio 1973) è un dirigente sportivo ed ex calciatore algerino, di ruolo trequartista.

## Caratteristiche tecniche
Trequartista, poteva essere impiegato anche come seconda punta.

## Carriera

### Giocatore

#### Club
Dal 1990 al 1996 ha giocato nell'USM El Harrach. Nel 1996 è passato al CS Constantine, club con cui ha vinto il campionato algerino nella stagione 1996-1997. Nella stagione 1998-1999 ha militato nell'Erzurumspor. Nel 1999 si è trasferito al CR Belouizdad. Con il club biancorosso ha vinto 2 campionati e una Coppa di Lega algerina. Nel 2004 è passato al MC Alger, club in cui ha militato per cinque stagioni e con cui ha vinto due Coppe d'Algeria e due Supercoppe d'Algeria. Al termine della stagione 2008-2009 si è ritirato dal calcio giocato.

#### Nazionale
Ha debuttato in Nazionale il 26 maggio 1996, nell'amichevole Oman-Algeria (0-1), subentrando a Ali Dahleb all'inizio del secondo tempo. Ha partecipato, con la Nazionale, alla Coppa d'Africa 2000. È sceso in campo, inoltre, nelle qualificazioni alla Coppa d'Africa 2000. Ha collezionato in totale, con la maglia della Nazionale algerina, sei presenze.

### Dirigente
Il 7 agosto 2011 viene nominato direttore generale del MC Alger. Si dimette dall'incarico nel dicembre 2011.

## Statistiche

### Cronologia presenze e reti in nazionale
| Cronologia completa delle presenze e delle reti in nazionale ― Algeria | Cronologia completa delle presenze e delle reti in nazionale ― Algeria | Cronologia completa delle presenze e delle reti in nazionale ― Algeria | Cronologia completa delle presenze e delle reti in nazionale ― Algeria | Cronologia completa delle presenze e delle reti in nazionale ― Algeria | Cronologia completa delle presenze e delle reti in nazionale ― Algeria | Cronologia completa delle presenze e delle reti in nazionale ― Algeria | Cronologia completa delle presenze e delle reti in nazionale ― Algeria |
| Data                                                                   | Città                                                                  | In casa                                                                | Risultato                                                              | Ospiti                                                                 | Competizione                                                           | Reti                                                                   | Note                                                                   |
| ---------------------------------------------------------------------- | ---------------------------------------------------------------------- | ---------------------------------------------------------------------- | ---------------------------------------------------------------------- | ---------------------------------------------------------------------- | ---------------------------------------------------------------------- | ---------------------------------------------------------------------- | ---------------------------------------------------------------------- |
| 26-5-1996                                                              | Mascate                                                                | Oman                                                                   | 0 – 1                                                                  | Algeria                                                                | Amichevole                                                             | -                                                                      | 46’                                                                    |
| 28-5-1996                                                              | Mascate                                                                | Oman                                                                   | 0 – 1                                                                  | Algeria                                                                | Amichevole                                                             | -                                                                      |                                                                        |
| 9-4-1999                                                               | Annaba                                                                 | Algeria                                                                | 4 – 1                                                                  | Liberia                                                                | Qual. Coppa d'Africa 2000                                              | -                                                                      | 70’                                                                    |
| 6-6-1999                                                               | Tunisi                                                                 | Tunisia                                                                | 2 – 0                                                                  | Algeria                                                                | Qual. Coppa d'Africa 2000                                              | -                                                                      | 66’                                                                    |
| 20-6-1999                                                              | Annaba                                                                 | Algeria                                                                | 2 – 0                                                                  | Uganda                                                                 | Qual. Coppa d'Africa 2000                                              | -                                                                      | 77’                                                                    |
| 20-1-2000                                                              | Cotonou                                                                | Burkina Faso                                                           | 1 – 0                                                                  | Algeria                                                                | Amichevole                                                             | -                                                                      | 60’                                                                    |
| Totale                                                                 |                                                                        | Presenze                                                               | 6                                                                      |                                                                        | Reti                                                                   | 0                                                                      |                                                                        |

## Palmarès

### Club

#### Competizioni nazionali
- Campionato algerino di calcio: 3

CS Constantine: 1996-1997
CR Belouizdad: 1999-2000, 2000-2001
- Coppa d'Algeria: 2

MC Alger: 2005-2006, 2006-2007
- Coppa di Lega algerina: 1

CR Belouizdad: 2000
- Supercoppa d'Algeria: 2

MC Alger: 2006, 2007